# Spergularia rupestris
Spergularia rupestris là loài thực vật có hoa thuộc họ Cẩm chướng. Loài này được Cambess. miêu tả khoa học đầu tiên.